# Civrac-de-Blaye
Civrac-de-Blaye est une commune du Sud-Ouest de la France, située dans le département de la Gironde en région Nouvelle-Aquitaine.

## Géographie

### Localisation
Commune de l'aire d'attraction de Bordeaux située dans le Blayais entre l'autoroute A10 et la route nationale RN10

### Communes limitrophes
Les communes limitrophes sont  Cézac, Pugnac, Saint-Christoly-de-Blaye, Saint-Mariens, Saint-Savin et Saint-Vivien-de-Blaye.
| Saint-Christoly-de-Blaye | Saint-Savin     |               |
| Saint-Vivien-de-Blaye    | Civrac-de-Blaye | Saint-Mariens |
| Pugnac                   | Cézac           |               |

### Climat
Pour des articles plus généraux, voir Climat de la Nouvelle-Aquitaine et Climat de la Gironde.
Historiquement, la commune est exposée à un climat océanique aquitain.  
En 2020, Météo-France publie une typologie des climats de la France métropolitaine dans laquelle la commune est exposée à un climat océanique et est dans la région climatique  Aquitaine, Gascogne, caractérisée par une pluviométrie abondante au printemps, modérée en automne, un faible ensoleillement au printemps, un été chaud (19,5 °C), des vents faibles, des brouillards fréquents en automne et en hiver et des orages fréquents en été (15 à 20 jours).
Pour la période 1971-2000, la température annuelle moyenne est de 12,8 °C, avec une amplitude thermique annuelle de 14,6 °C. Le cumul annuel moyen de précipitations est de 925 mm, avec 12,2 jours de précipitations en janvier et 7,2 jours en juillet. Pour la période 1991-2020, la température moyenne annuelle observée sur la station météorologique la plus proche, située sur la commune de Saint-Savin à 3 km à vol d'oiseau, est de 13,9 °C et le cumul annuel moyen de précipitations est de 835,2 mm,. Pour l'avenir, les paramètres climatiques de la commune estimés pour 2050 selon différents scénarios d’émission de gaz à effet de serre sont consultables sur un site dédié publié par Météo-France en novembre 2022.

## Urbanisme

### Typologie
Au 1er janvier 2024, Civrac-de-Blaye est catégorisée commune rurale à habitat dispersé, selon la nouvelle grille communale de densité à sept niveaux définie par l'Insee en 2022.
Elle est située hors unité urbaine. Par ailleurs la commune fait partie de l'aire d'attraction de Bordeaux, dont elle est une commune de la couronne,. Cette aire, qui regroupe 275 communes, est catégorisée dans les aires de 700 000 habitants ou plus (hors Paris),.

### Occupation des sols

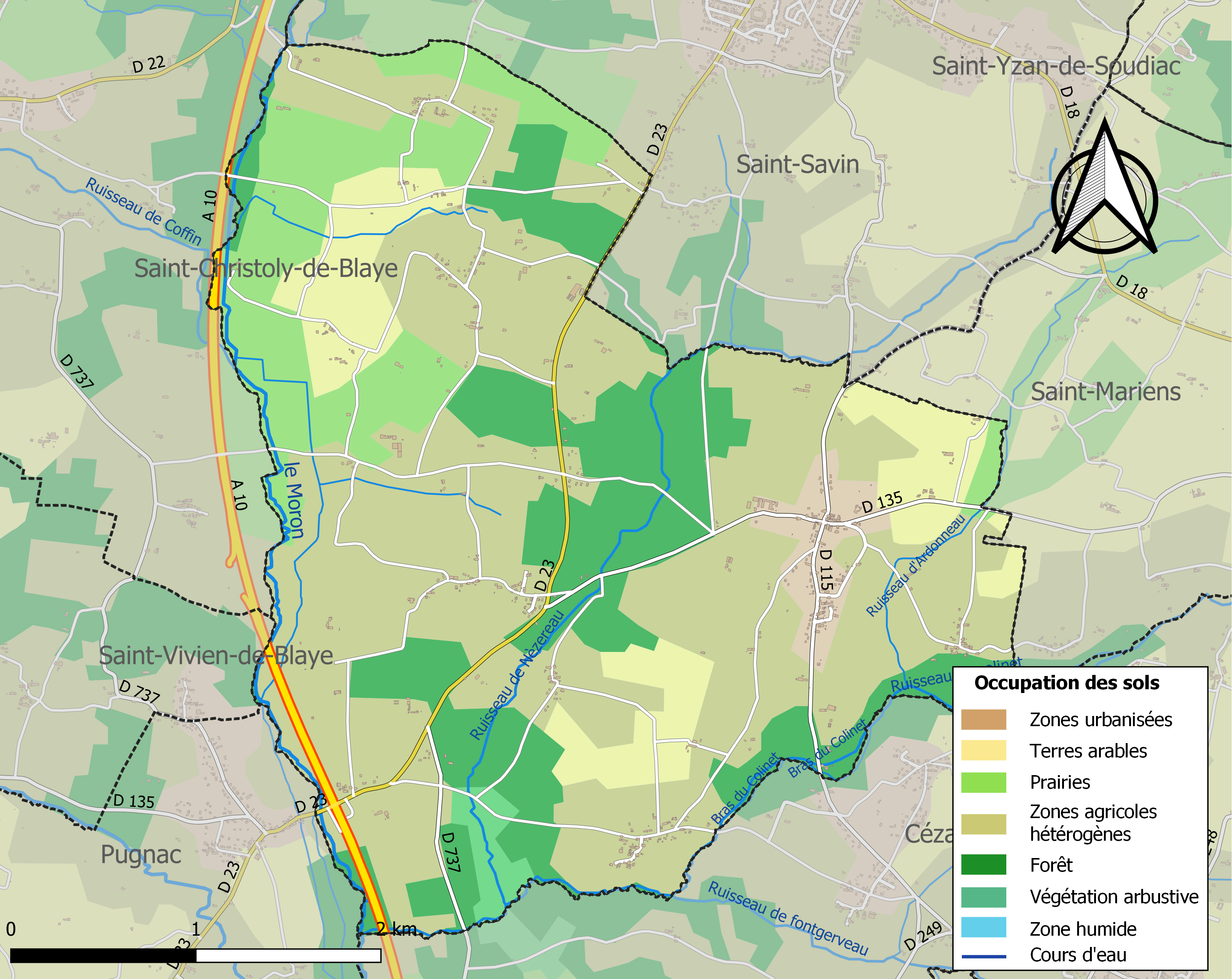
Carte des infrastructures et de l'occupation des sols de la commune en 2018 (CLC).

L'occupation des sols de la commune, telle qu'elle ressort de la base de données européenne d’occupation biophysique des sols Corine Land Cover (CLC), est marquée par l'importance des territoires agricoles (75 % en 2018), en diminution par rapport à 1990 (82,8 %). La répartition détaillée en 2018 est la suivante : 
zones agricoles hétérogènes (52,6 %), forêts (21 %), prairies (12 %), cultures permanentes (10,4 %), zones urbanisées (2,8 %), milieux à végétation arbustive et/ou herbacée (1,3 %). L'évolution de l’occupation des sols de la commune et de ses infrastructures peut être observée sur les différentes représentations cartographiques du territoire : la carte de Cassini (XVIIIe siècle), la carte d'état-major (1820-1866) et les cartes ou photos aériennes de l'IGN pour la période actuelle (1950 à aujourd'hui).

### Risques majeurs
Le territoire de la commune de Civrac-de-Blaye est vulnérable à différents aléas naturels : météorologiques (tempête, orage, neige, grand froid, canicule ou sécheresse), inondations, mouvements de terrains et séisme (sismicité faible). Un site publié par le BRGM permet d'évaluer simplement et rapidement les risques d'un bien localisé soit par son adresse soit par le numéro de sa parcelle.
La commune a été reconnue en état de catastrophe naturelle au titre des dommages causés par les inondations et coulées de boue survenues en 1982, 1988, 1999 et 2009,.
Les mouvements de terrains susceptibles de se produire sur la commune sont des tassements différentiels.

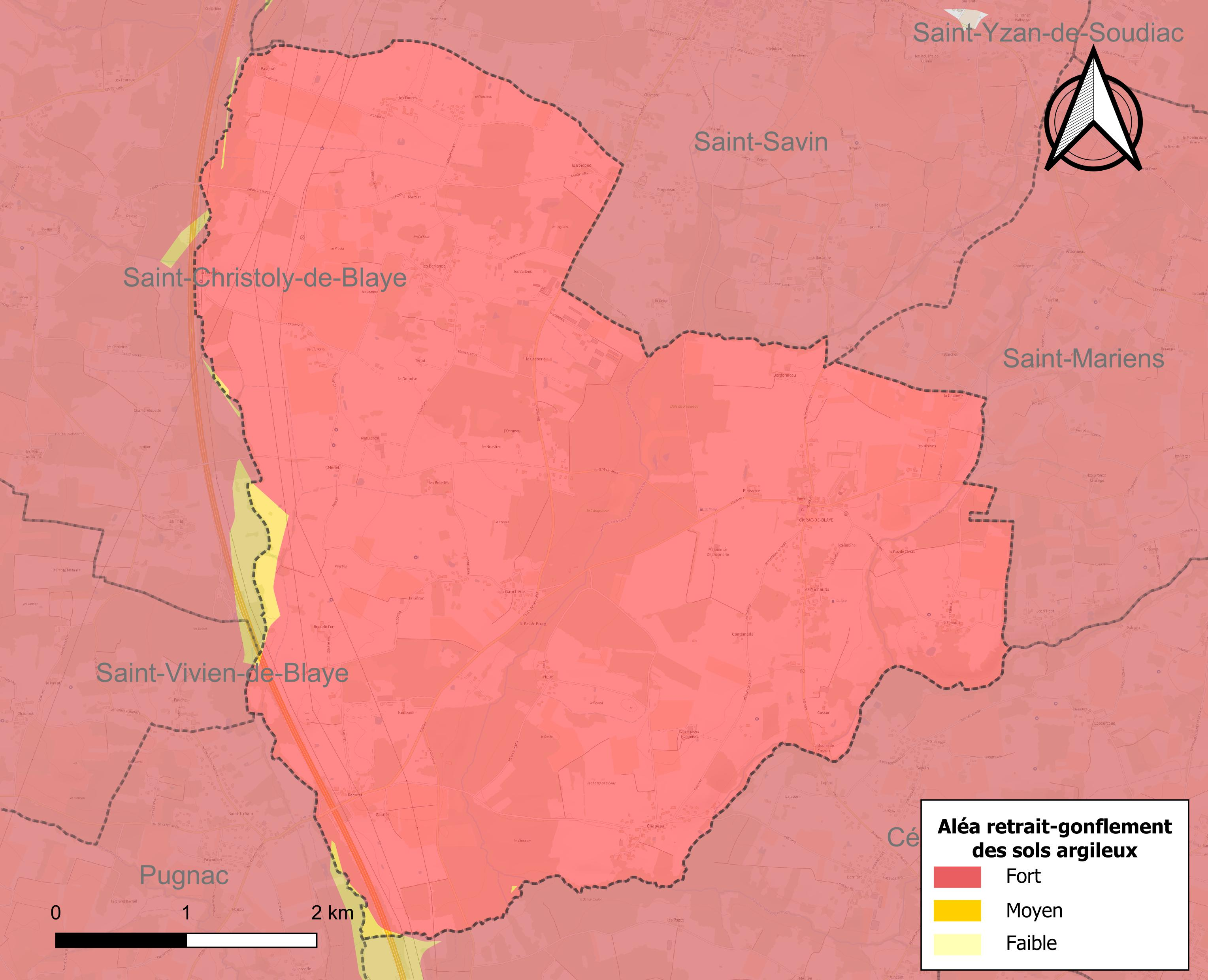
Carte des zones d'aléa retrait-gonflement des sols argileux de Civrac-de-Blaye.

Le retrait-gonflement des sols argileux est susceptible d'engendrer des dommages importants aux bâtiments en cas d’alternance de périodes de sécheresse et de pluie. La totalité de la commune est en aléa moyen ou fort (67,4 % au niveau départemental et 48,5 % au niveau national). Sur les 358 bâtiments dénombrés sur la commune en 2019,  358 sont en aléa moyen ou fort, soit 100 %, à comparer aux 84 % au niveau départemental et 54 % au niveau national. Une cartographie de l'exposition du territoire national au retrait gonflement des sols argileux est disponible sur le site du BRGM,.
Par ailleurs, afin de mieux appréhender le risque d’affaissement de terrain, l'inventaire national des cavités souterraines permet de localiser celles situées sur la commune.
Concernant les mouvements de terrains, la commune a été reconnue en état de catastrophe naturelle au titre des dommages causés par la sécheresse en 1989, 2003, 2005, 2011 et 2012 et par des mouvements de terrain en 1999.

## Politique et administration

### Liste des maires

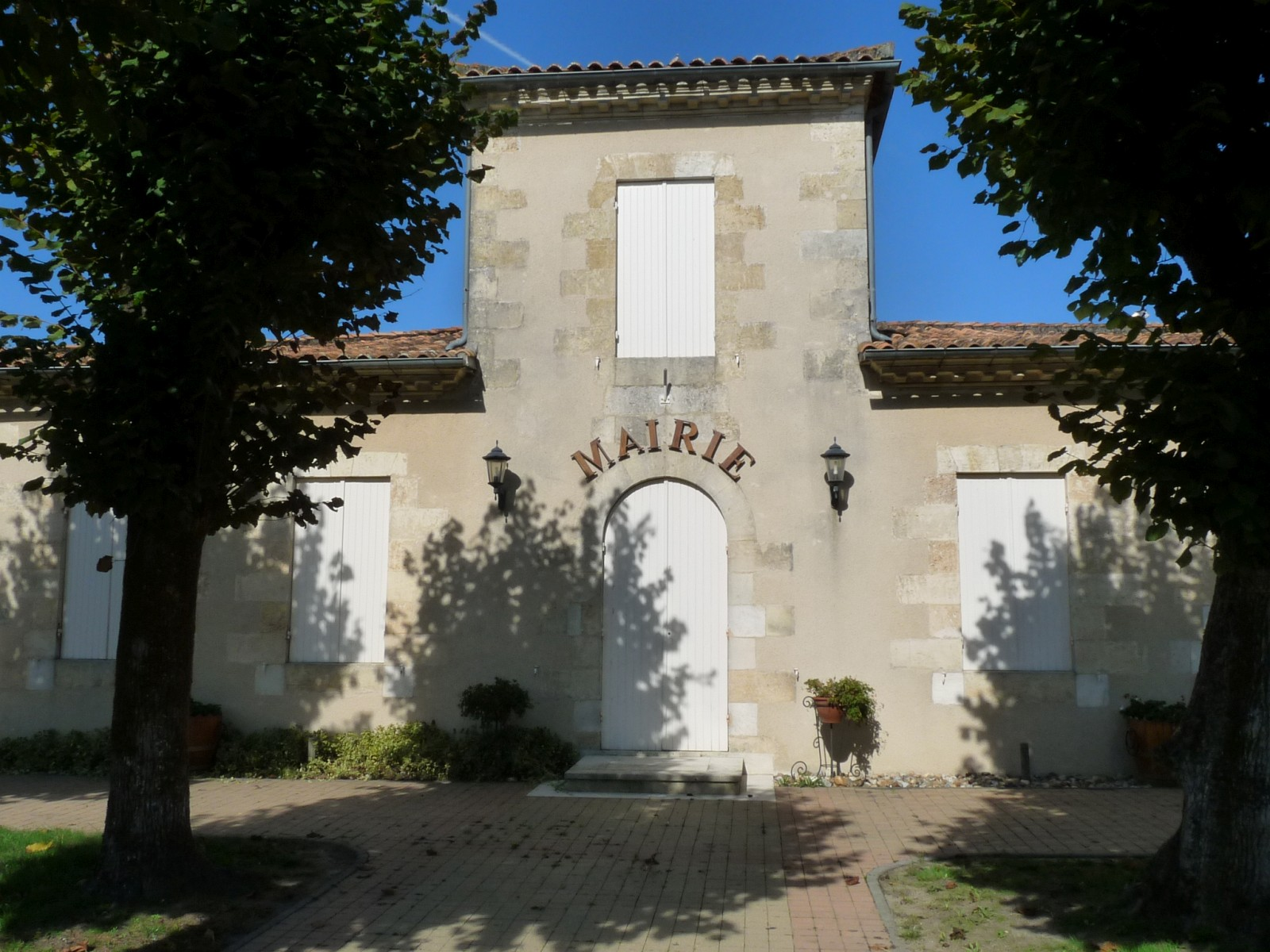
La mairie

| Période                                  | Période                   | Identité          | Étiquette  | Qualité                                                      |
| ---------------------------------------- | ------------------------- | ----------------- | ---------- | ------------------------------------------------------------ |
| Les données manquantes sont à compléter. |                           |                   |            |                                                              |
| mars 2001                                | avril 2014                | Michèle Cadusseau |            |                                                              |
| avril 2014                               | mai 2016                  | Hervé Lecointe    |            | Démissionnaire                                               |
| mai 2016                                 | mai 2020                  | Michel Henry      |            | Informaticien et responsable d'exploitation et développement |
| mai 2020                                 | En cours (au 27 mai 2020) | Florian Dumas     | SE puis PS | Ingénieur territorial, conseiller départemental depuis 2021  |

## Démographie
L'évolution du nombre d'habitants est connue à travers les recensements de la population effectués dans la commune depuis 1793. Pour les communes de moins de 10 000 habitants, une enquête de recensement portant sur toute la population est réalisée tous les cinq ans, les populations de référence des années intermédiaires étant quant à elles estimées par interpolation ou extrapolation. Pour la commune, le premier recensement exhaustif entrant dans le cadre du nouveau dispositif a été réalisé en 2006.

En 2022, la commune comptait 791 habitants, en évolution de −6,94 % par rapport à 2016 (Gironde : +6,91 %, France hors Mayotte : +2,11 %).
| 1793 | 1800 | 1806 | 1821 | 1831 | 1836 | 1841 | 1846 | 1851 |
| ---- | ---- | ---- | ---- | ---- | ---- | ---- | ---- | ---- |
| 779  | 736  | 710  | 779  | 818  | 785  | 689  | 745  | 742  |

| 1856 | 1861 | 1866 | 1872 | 1876 | 1881 | 1886 | 1891 | 1896 |
| ---- | ---- | ---- | ---- | ---- | ---- | ---- | ---- | ---- |
| 750  | 715  | 665  | 627  | 678  | 721  | 705  | 690  | 715  |

| 1901 | 1906 | 1911 | 1921 | 1926 | 1931 | 1936 | 1946 | 1954 |
| ---- | ---- | ---- | ---- | ---- | ---- | ---- | ---- | ---- |
| 734  | 698  | 635  | 574  | 585  | 560  | 529  | 512  | 532  |

| 1962 | 1968 | 1975 | 1982 | 1990 | 1999 | 2006 | 2011 | 2016 |
| ---- | ---- | ---- | ---- | ---- | ---- | ---- | ---- | ---- |
| 504  | 413  | 382  | 526  | 603  | 668  | 766  | 793  | 850  |

| 2021 | 2022 | - | - | - | - | - | - | - |
| ---- | ---- | - | - | - | - | - | - | - |
| 818  | 791  | - | - | - | - | - | - | - |

## Économie
C'est une commune viticole du Blayais produisant du côtes-de-blaye et blaye (AOC).

## Équipements, services et vie locale
La commune possède une école et une salle des fêtes.

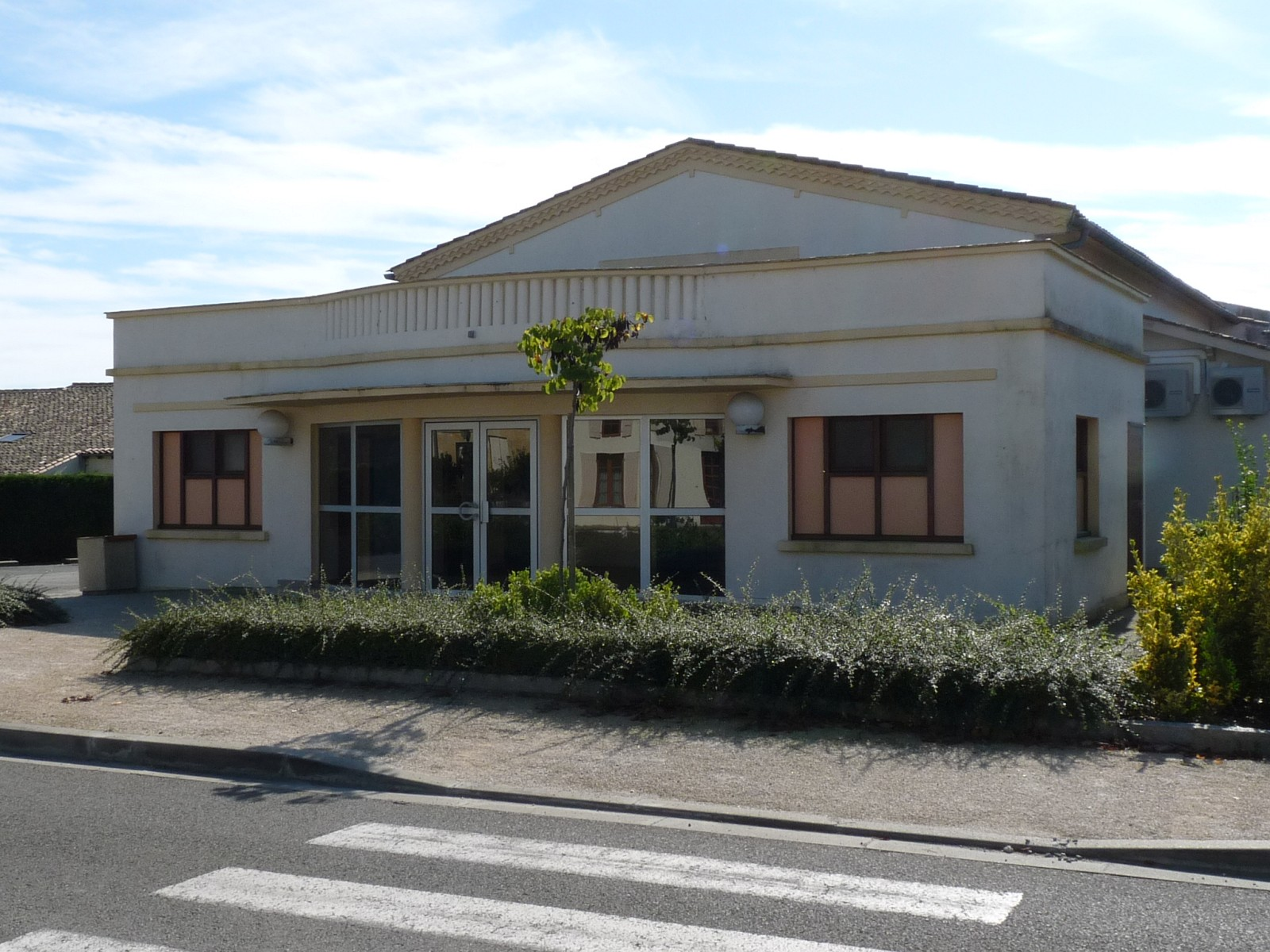
La salle des fêtes
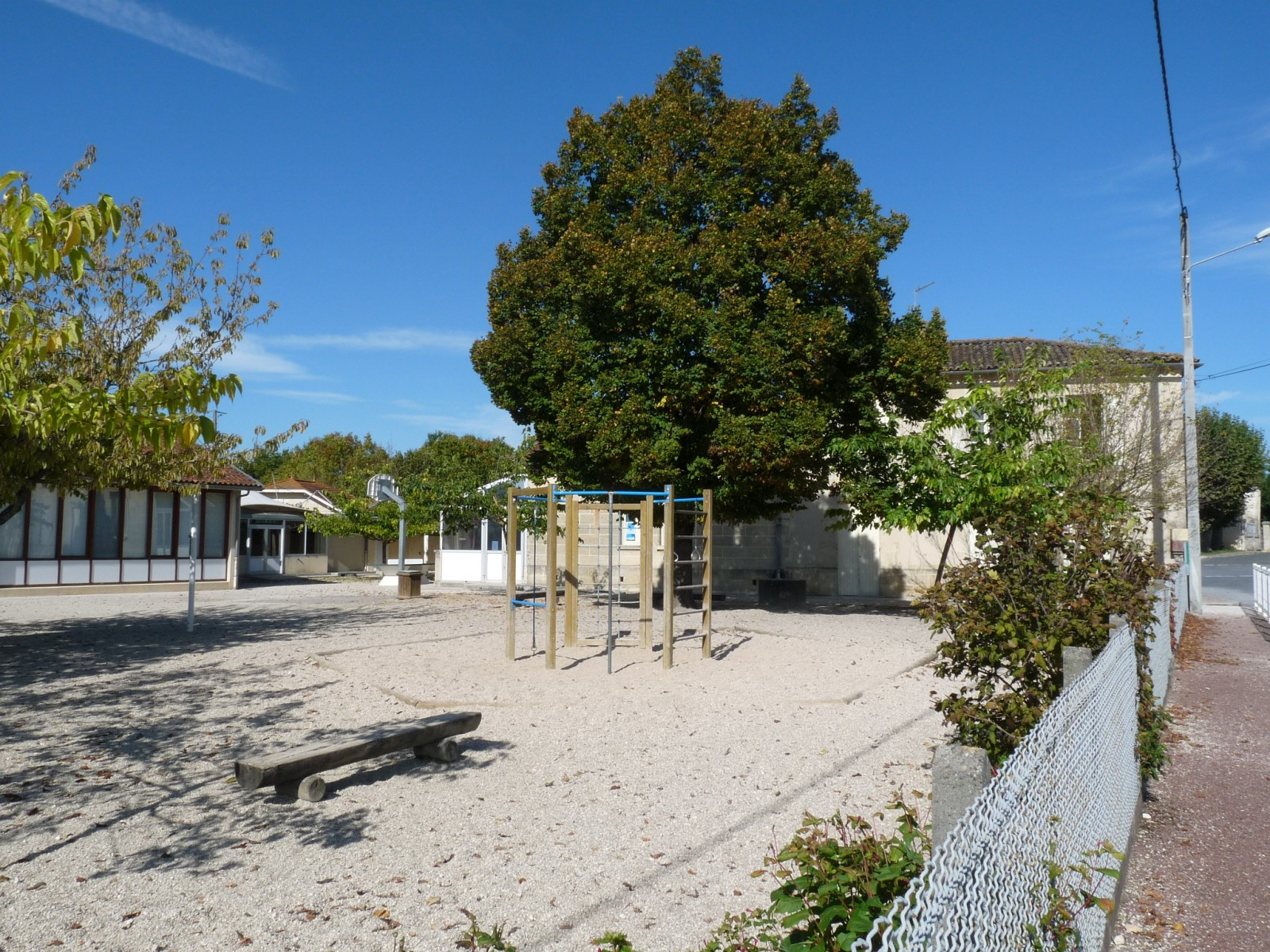
L'école

## Lieux et monuments

### Patrimoine religieux
L'église paroissiale Saint-Vivien est de style néo-roman.
La commune compte aussi une colonne à la Vierge édifiée au XIXe siècle.

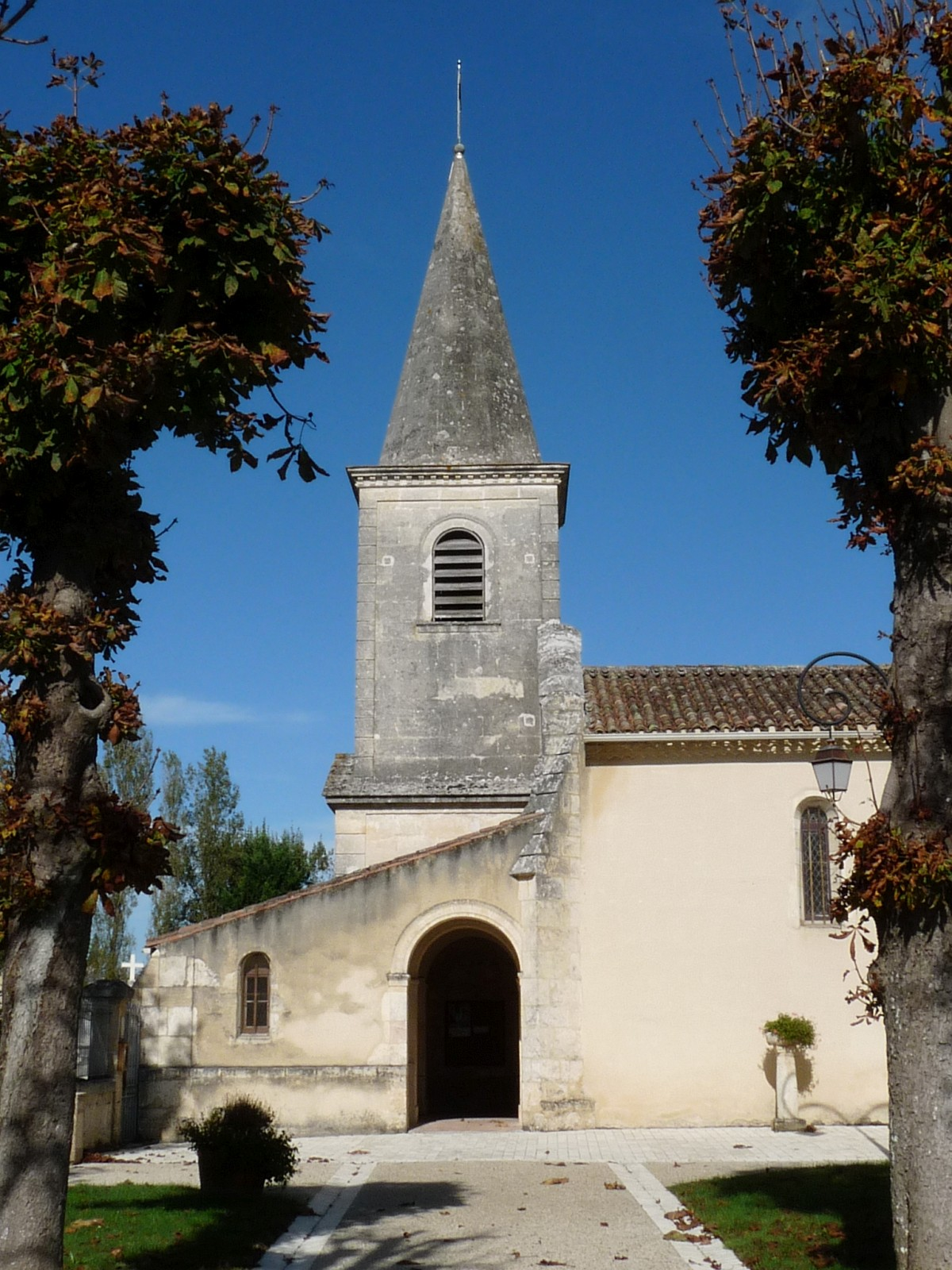
L'église Saint-Vivien
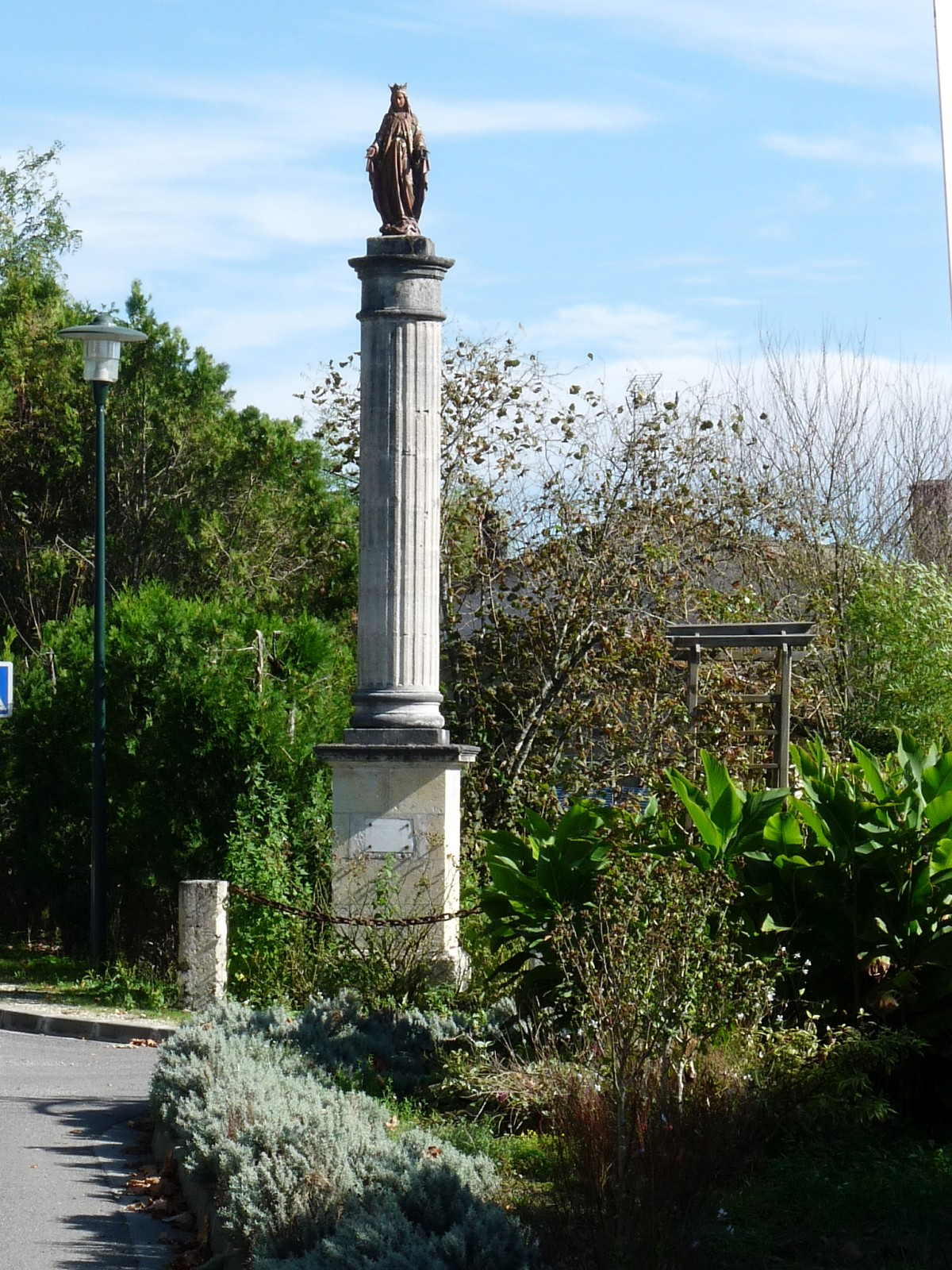
Colonne de la Vierge

### Patrimoine civil
Le bourg possède un patrimoine architectural caractéristique de la région.

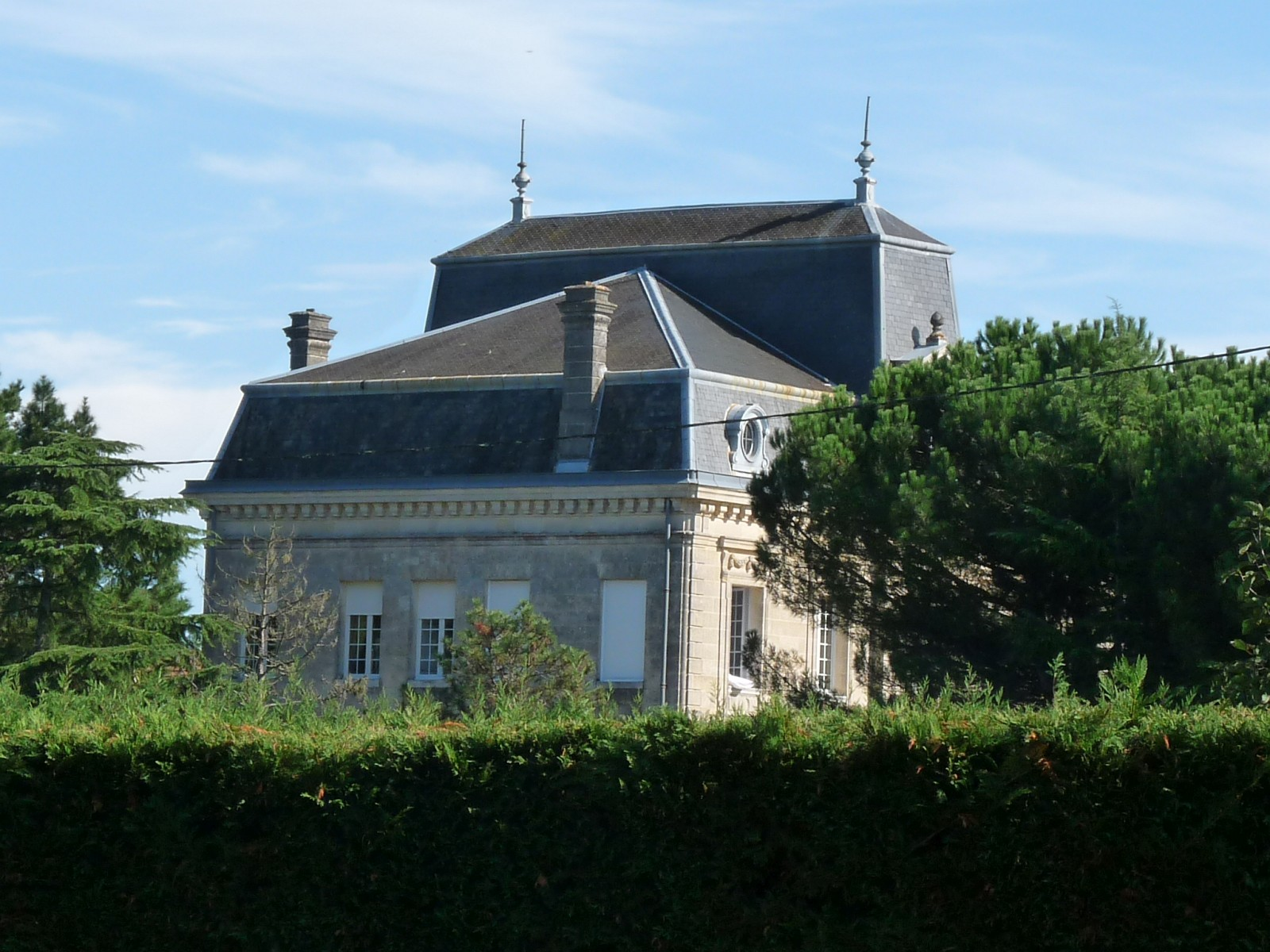
Maison bourgeoise
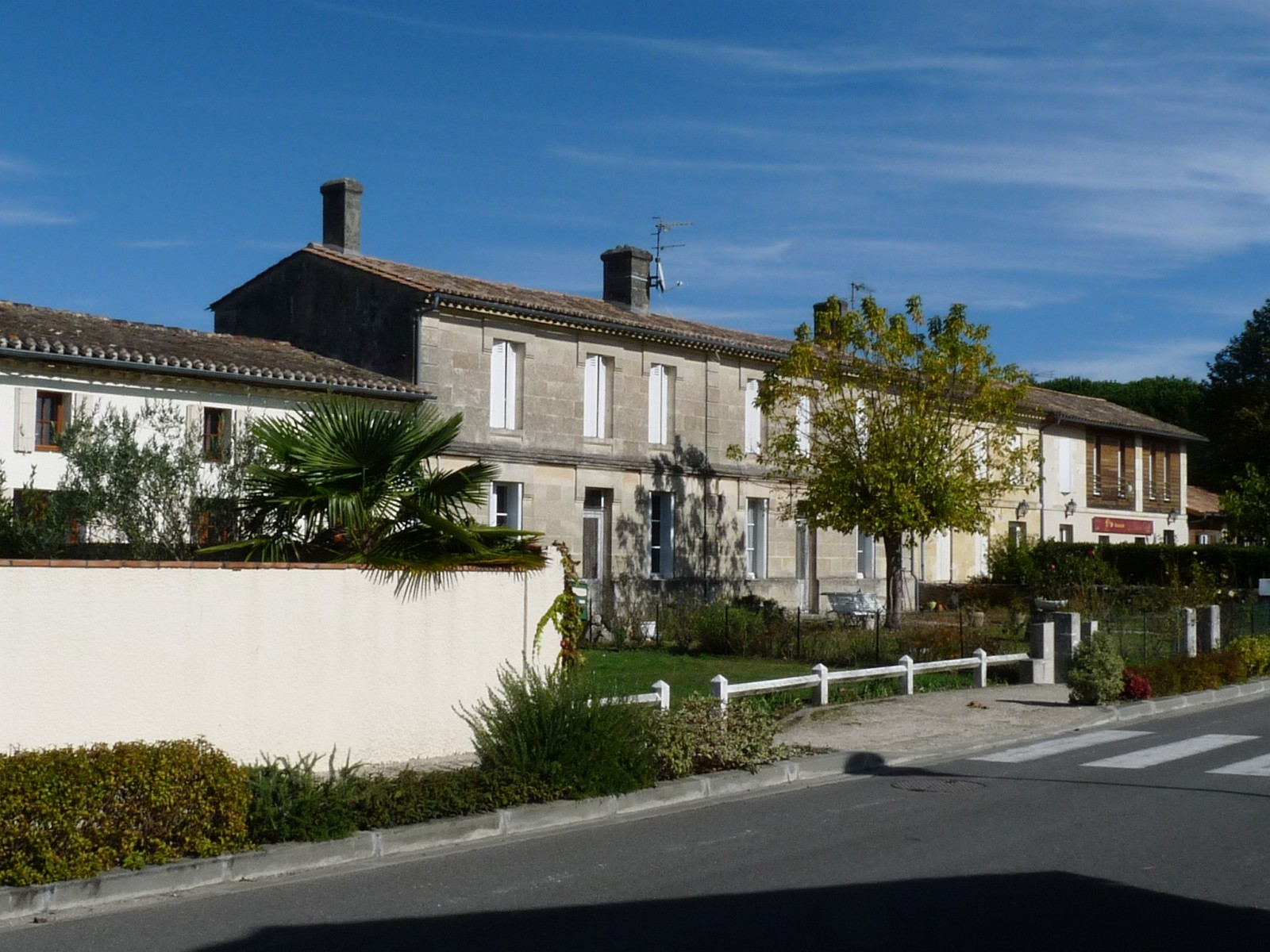
Maisons du village
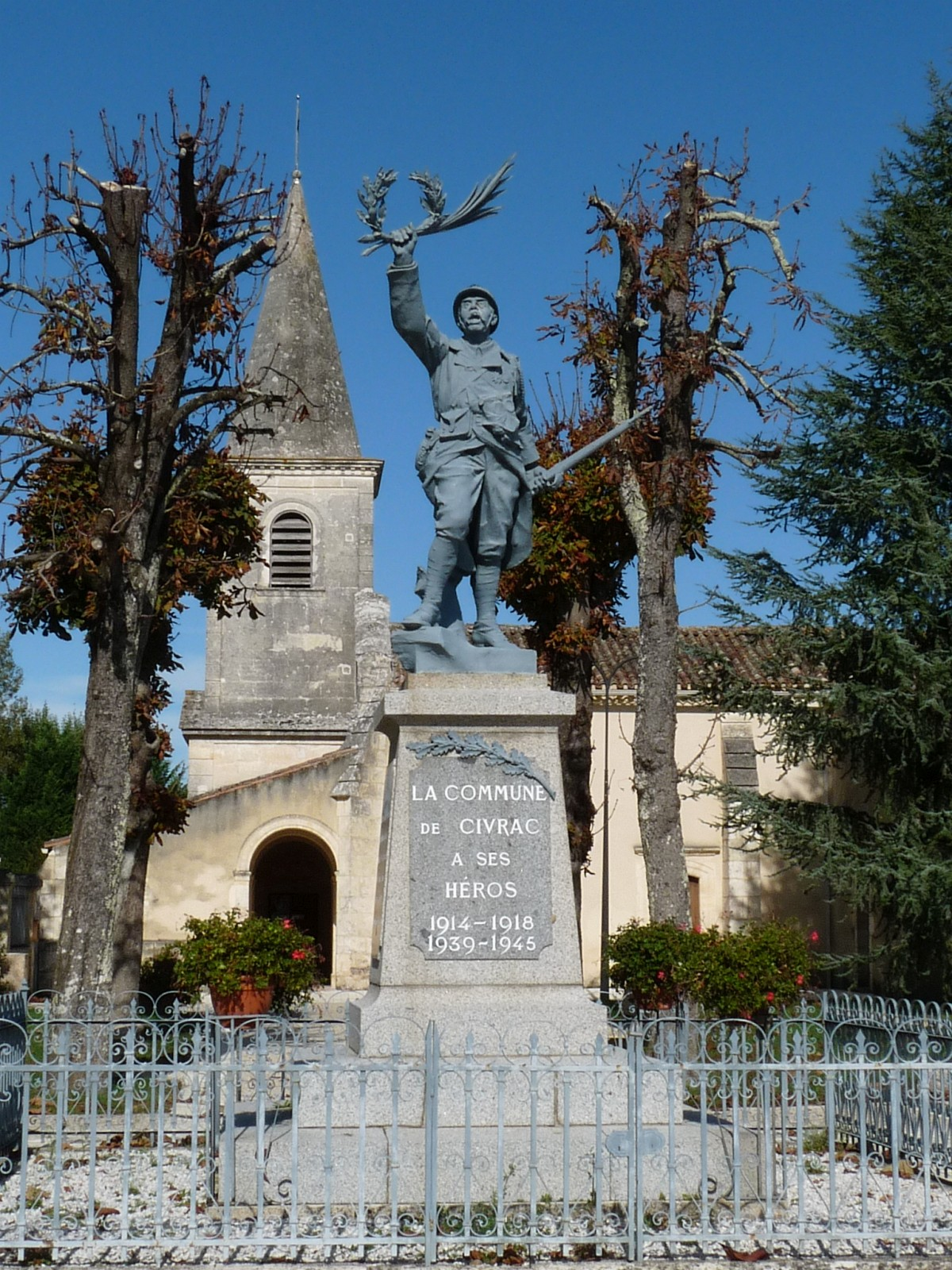
Monument aux morts